# Все про мою матір
«Все про мою матір» (ісп. Todo sobre mi madre) — драма Педро Альмодо́вара про жінок у різних іпостасях: мати, дочка, медсестра або акторка, сестра милосердя або трансвестит. Фільм виборов найпрестижніші нагороди — «Оскар», «Золотий глобус», «Сезар» і BAFTA, а також приз Каннського кінофестивалю за найкращу режисуру.
У березні 2016 року фільм увійшов до рейтингу 30-ти найвидатніших ЛГБТ-фільмів усіх часів, складеного Британським кіноінститутом (BFI) за результатами опитування понад 100 кіноекспертів, яке провели до 30-річного ювілею Лондонського ЛГБТ-кінофестивалю BFI Flare.

## Сюжет
Мануела Колеман Ечеваррія працює в клініці з трансплантації органів в Мадриді. Вона живе зі своїм 17-річним сином Естебаном. Трохи замкнутий у собі Естебан захоплюється віршами і старими фільмами. Але головний об'єкт його інтересу, постійних досліджень та аналізу — це минуле його матері і як наслідок доля батька, якого він ніколи не знав. Він починає писати сценарій під назвою «Все про мою матір». У день народження Естебана Мануела обіцяє зробити йому подарунок — розкрити ретельно приховану таємницю, хоч це буде неприємно і нелегко.
Але щось непередбачене трапиться в цю ніч, щось, що змусить Мануелу повернутися до міста своєї юності (з якого вона втекла 17 років тому) — Барселону, щоб знайти Естебана-батька, пошукам якого присвятив своє життя Естебан-син. Тут вона знайде нових друзів, вирішить давні проблеми і знайде в собі сили, щоб вкотре почати все з чистого аркуша.
Приголомшлива подорож у царство модернізму, сюрреалізму, поп-культури і гомосексуальних стосунків.

## У ролях
- Сесилія Рот — Мануела Колеман Ечеваррія
- Маріса Паредес — Ума Рохо («Серпанок»)
- Кандела Пенья — Ніна Крус
- Антонія Сан Хуан — «Радість»
- Пенелопа Крус — сестра Марія Роза Санз
- Антоніа Сан Хуан — Аградо

## Виробництво
- «Все про мою матір» — перший фільм Педро Альмодовара, значна частина якого знята поза Мадридом. Режисер віддає данину другому найбільшому місту Іспанії — Барселоні.

- Педро Альмодовар присвятив свій фільм «… усім акторкам, які грають; усім жінкам, які грають; усім чоловікам, які грають і перетворюються на жінок; усім тим, хто хоче стати матір'ю і своїй матері».

- В цілому картина «Все про мою матір» завоювала більше 40 різних призів[3], у тому числі премії «Оскар», «Золотий глобус», «Сезар» і BAFTA як найкращий іноземний фільм, дві нагороди Каннського кінофестивалю, сім національних іспанських премій «Гойя», приз ФІПРЕССІ кінофестивалю в Сан-Себастьяні.